# Hayanist
Hayanist (in armeno Հայանիստ?, fino al 1978 Gharaghshlar, fino al 1989 Dostlugh o Dostlug, "amicizia" in turco) è un comune dell'Armenia di 2 079 abitanti (2008) della provincia di Ararat.
La maggior parte dei residenti provengono dallo scambio etnico del 1988-1989 con l'Azerbaigian.